# Armand Duplantis
Armand Gustav „Mondo” Duplantis (n. 10 noiembrie 1999, Parohia Lafayette, Louisiana, SUA) este un atlet suedezo-american specializat pe săritura cu prăjina, deținător al recordului mondial, atât în aer liber (6,29 m), cât și în sală (6,22 m). Este de asemenea campion olimpic, mondial și european la săritura cu prăjina.

## Carieră
Duplantis a câștigat primul titlu major la 15 ani la Campionatele Mondiale de Tineret din 2015. Un an mai târziu, a ocupat locul trei la Campionatele Mondiale U20. În 2017, a luat titlul european U20, iar anul următor, titlul mondial U20. A câștigat medalia de argint la Campionatele Mondiale din 2019. Duplantis este de două ori campion european din 2018, când a stabilit actualul record mondial sub 20 de ani, și din 2022. În sală, el este medaliat cu aur la Campionatul Mondial 2022 și la Campionatul European 2021.
Duplantis este, de asemenea, de două ori câștigător al Diamond League.
În 2018 a primit premiul pentru Steaua în ascensiune a anului, atât european, cât și mondial, iar doi ani mai târziu a fost votat sportiv masculin al anului. În sezonul 2022, a depășit recordurile mondiale de trei ori, devenind campion mondial în aer liber și în sală, campion european și al Diamond League și depășind de 22 de ori înălțimea de șase metri, astfel că Duplantis a fost desemnat atât Atletul Masculin al Anului European, cât și Mondial. În februarie 2023, el a sărit a 60-a oară în carieră peste șase metri, cel mai mare număr dintre toți atleții din istorie.
La 28 februarie 2025, a doborât pentru a unsprezecea oară recordul mondial, ducându-l la 6,27 metri. A îmbunătățit a 12-a oară recordul mondial în iunie 2025, la Stockholm, în circuitul Ligii de Diamant, ducându-l la 6,28 metri. A stabilit pentru a treisprezecea oară un record mondial în august 2025, la Budapesta, cu o performanță de 6,29m.

## Palmares
| An   | Competiție                               | Locație                    | Loc | Note   |
| ---- | ---------------------------------------- | -------------------------- | --- | ------ |
| 2015 | Campionatul Mondial de Juniori (sub 18)  | Cali, Columbia             | 1   | 5,30 m |
| 2016 | Campionatul Mondial de Juniori (sub 20)  | Bydgoszcz, Polonia         | 3   | 5,45 m |
| 2017 | Campionatul European de Juniori (sub 20) | Grosseto, Italia           | 1   | 5,65 m |
| 2017 | Campionatul Mondial                      | Londra, Marea Britanie     | 9   | 5,50 m |
| 2018 | Campionatul Mondial în sală              | Birmingham, Marea Britanie | 8   | 5,70 m |
| 2018 | Campionatul Mondial de Juniori (sub 20)  | Tampere, Finlanda          | 1   | 5,82 m |
| 2018 | Campionatul European                     | Berlin, Germania           | 1   | 6,05 m |
| 2019 | Campionatul Mondial                      | Doha, Qatar                | 2   | 5,97 m |
| 2021 | Campionatul European în sală             | Toruń, Polonia             | 1   | 6,05 m |
| 2021 | Jocurile Olimpice                        | Tokio, Japonia             | 1   | 6,02 m |
| 2022 | Campionatul Mondial în sală              | Belgrad, Serbia            | 1   | 6,20 m |
| 2022 | Campionatul Mondial                      | Eugene, Statele Unite      | 1   | 6,21 m |
| 2022 | Campionatul European                     | München, Germania          | 1   | 6,06 m |
| 2023 | Campionatul Mondial                      | Budapest, Ungaria          | 1   | 6,10 m |
| 2024 | Campionatul Mondial în sală              | Glasgow, Marea Britanie    | 1   | 6,05 m |
| 2024 | Campionatul European                     | Roma, Italia               | 1   | 6,10 m |
| 2024 | Jocurile Olimpice                        | Paris, Franța              | 1   | 6,25 m |
| 2025 | Campionatul Mondial în sală              | Nanjing, China             | 1   | 6,15 m |